# 일산화 탄소 중독
일산화 탄소로 인한 증세(영어: carbon monoxide poisoning)는 일산화 탄소(CO)를 너무 많이 흡입한 후 발생한다.

## 개요
일산화 탄소는 체내에 흡수되면 독성물질로 작용한다. 이는 일산화 탄소가 몸에 흡수되어 혈액에 다다르면 적혈구 내의 산소 운반 물질인 헤모글로빈과 결합하여 카복시헤모글로빈을 형성하는데, 카복시헤모글로빈은 산소 운반 능력이 없으므로 결국 전반적인 혈액의 산소 운반 능력을 떨어뜨리기 때문에 질식사 가능성이 높아진다.
일산화 탄소는 산소에 비해 헤모글로빈과의 친화성이 200~300배에 달하고 카복시헤모글로빈은 상당히 안정하기 때문에 일산화 탄소가 공기 중에 소량만 포함되어 있어도 혈액의 산소 운반 능력을 저해시킬 수 있기 때문에 치명적이다. 공기 중에 부피비로 10만분의 1이 포함되어 있어도 증세가 나타나며, 1000분의 1이 포함되어 있으면 사망한다.
증상은 초기에 두통, 귀 울림, 현기증 정도인데, 점차 그 정도가 심해지며 구역질을 하기 시작한다. 심할 경우 의식이 없어지며 안면 홍조, 맥박 촉진, 경련, 혼수상태에 이르고 결국 사망하게 된다. 만성 중독일 경우 기억 장애, 운동 장애 등의 신경 증상이 동반된다. 증상이 발생한 경우 즉시 일산화 탄소 발생원을 제거한 뒤. 산소가 많이 포함된 신선한 공기를 흡입시킨다. 흥분제를 투여하기도 하며, 때로는 수혈이나 링거 주사를 놓기도 한다.
또한, 대부분의 개별난방을 하는 아파트나 빌라, 단독 및 다가구 주택에서는 일산화 탄소 노출에 취약하게 되며, 사고에도 매우 취약한 구조로 이루어져 있는 단점이 생길 수도 있다.